# Каплиця Санта Марія дельї Анжелі (Тічино)
Каплиця Санта-Марія-дельї-Анжелі (нім. Santa Maria degli Angeli (Tessin)) — каплиця, котру вибудував архітектор Маріо Ботта в містечку Альпе Фоппа, кантон Тічино, Швейцарія.

## Дещо про архітектора
Маріо Бота рано зацікавився архітектурою. Кресленик першої власної споруди він створив у шістнадцять років. Потім здобув архітектурну освіту у містах Мілан та Венеція. Перебування у історично відомих містах, однак, не навернуло молодого архітектора до археологічного відтворення споруд у власних проєктах. Він починав як архітектор вілл. на творчу манеру митця помітний вплив мали архітектурні проєкти таких радикально налаштованих архітекторів як Ле Корбюзьє.
По закінченні навчання Маріо Ботта відкрив архітектурне бюро. Серед перших замов архітектора — катедральний собор у місті Ерві під Парижем. Бажання бути оригінальним і несхожим на інших, яскраво продемонструвати власні можливості примусило архітектора до повного розриву з попередньою традицією храмової архітектури. На площу перед храмом виходить велетенський овал собору зі скошеним дахом, котрий архітектор прикрасив деревами. Площа облямована прямокутними спорудами маловиразної архітектури і собор, що височив над ними, мимоволі став архітектурною домінантою. Архітектор полюбляв червону цеглу, добре відчуваючи її специфіку. Тому фасади собору в Еврі декоровані саме цим матеріалом і додають архітектурі інтенсивного забарвлення, нечастого в архітектурі Західної Європи.
Дивацький образ собору спрацював як реклама і архітектор почав отримувати замовлення на побудову офісів, бібліотек та сучасних музеїв на різних континентах. Він також став відомим майстром храмової архітектури. Серед незвичних храмових споруд архітектора — лаконічна зовні церква Івана Хрестителя (Моньо) у Швейцарії.

## Опис
Серед вдалих архітектурних образів — каплиця Санта Марія дельї Анжелі у Альпе Фоппа, кантон Тічино, Швейцарія. Архітекторові належало створити каплицю у доволі дикому, гірському оточенні, позбавленому дерев і малих за розмірами деталей пейзажу. Певну перепону надавав і схил гори Тамаро. Архітектор використав цей схил, створивши видовжену споруду, вбудовану водночас у верхівку гори та у її схил. На відміну від традиційного розташування храму на самій верхівці пагорба чи гори, каплиця розташована нижче верхівки і стала архітектурним акцентом в кінці видовженого корпусу. Дах цього корпусу плаский і може слугувати проходом на оглядовий майданчик. Вхід до суто каплиці прикритий великою за розмірами аркою, що прикриває вхід від опадів. Сама каплиця має заокруглений об'єм з мінімумом декору. На осі видовженого корпусу зовні каплиці облаштували дзвін та хрест, що означило і підкреслило функцію споруди. В дикому оточенні добре прочитується надто видовжений корпус з бетону, облицьований місцевим каменем і мінімумом декору. На верхівці гори створено також невеликий готель у стилістиці заміського помешкання швейцарців та штучний ставок.
Будівництво тривало у період з 1992 по 1994 рік.

## Обрані фото (галерея)

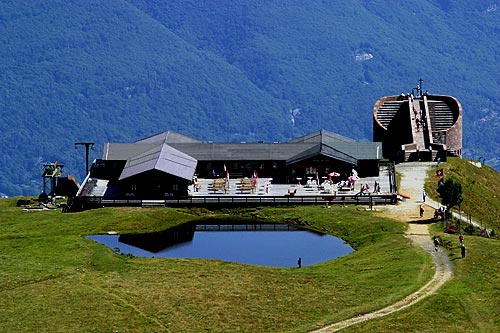
Споруди і став на верхівці гори

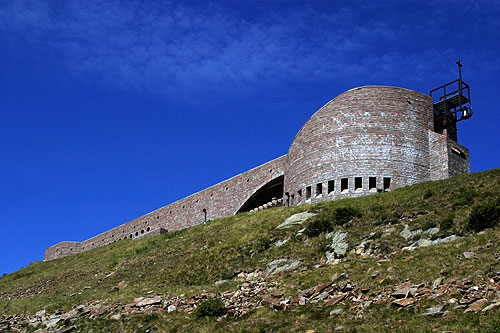
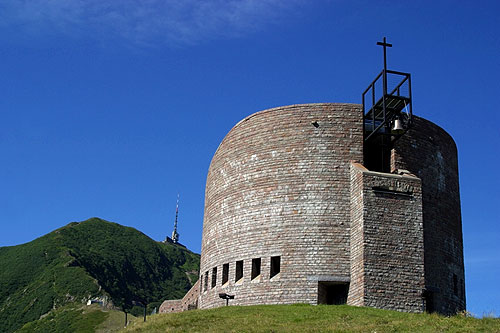
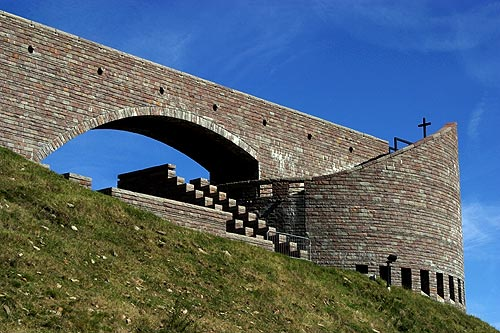
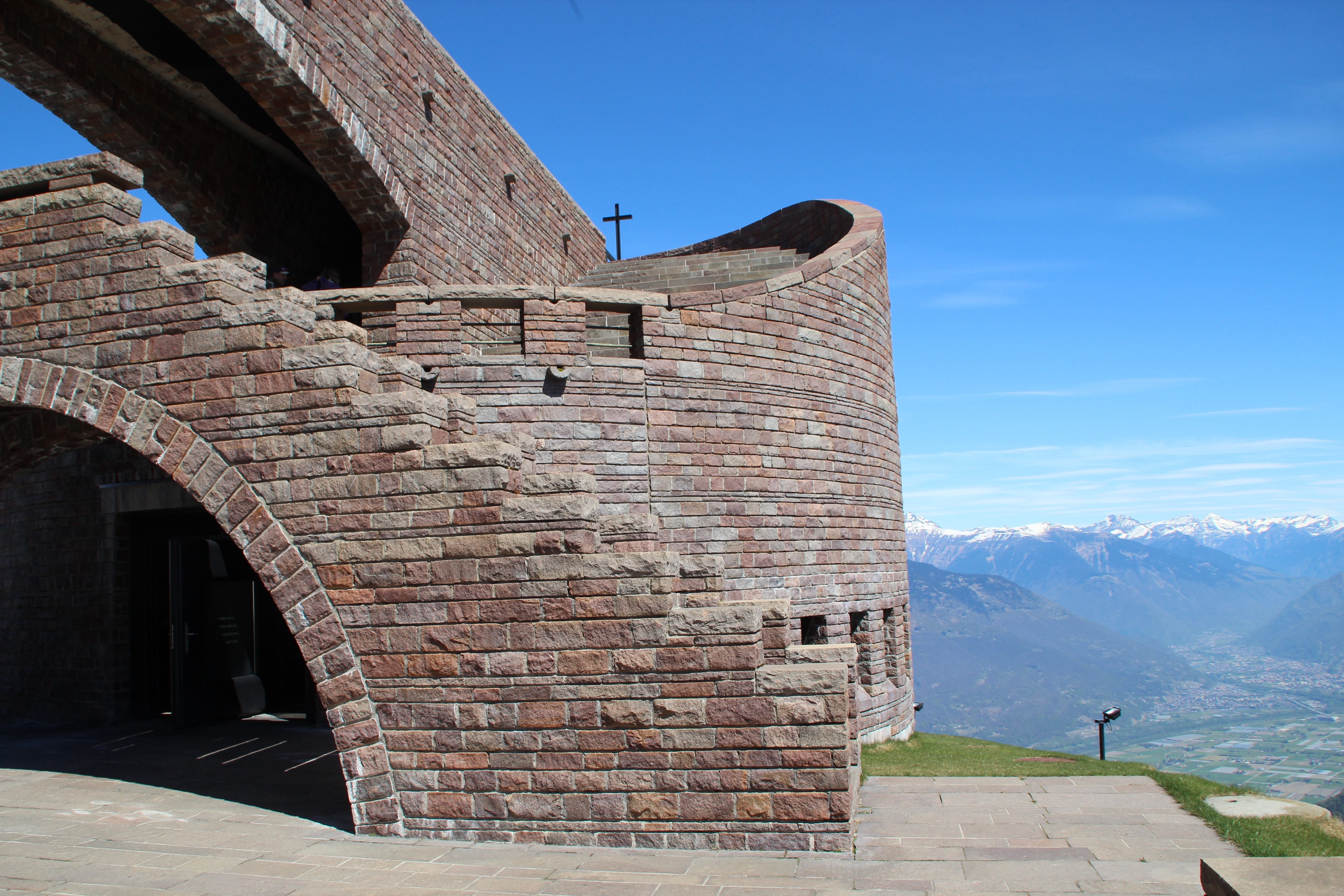
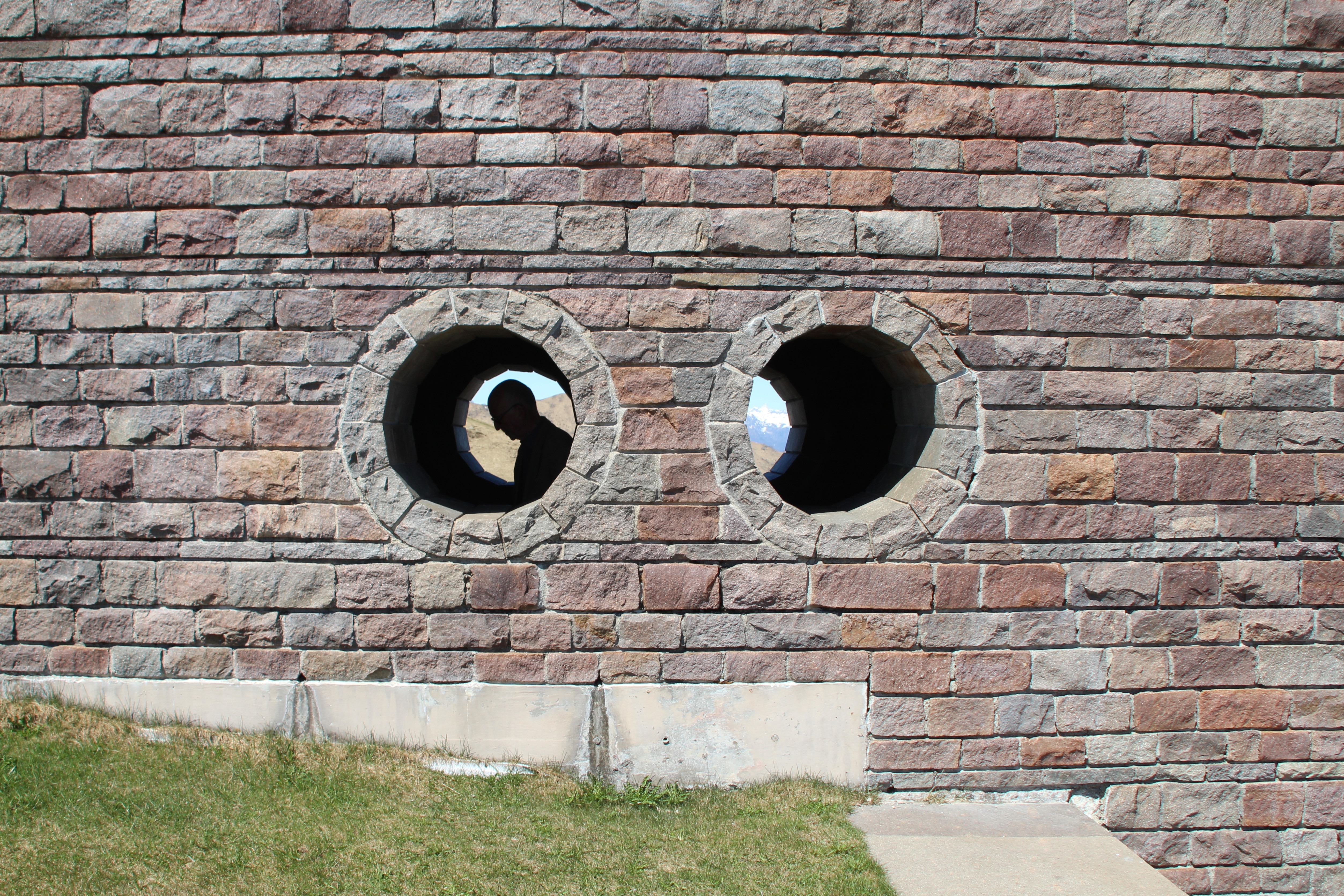
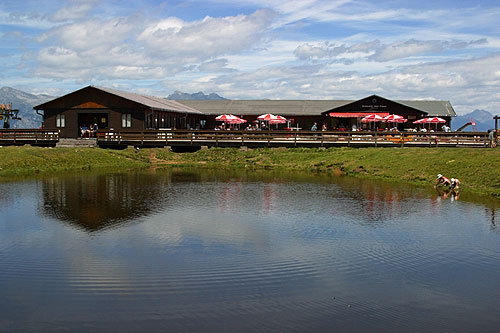
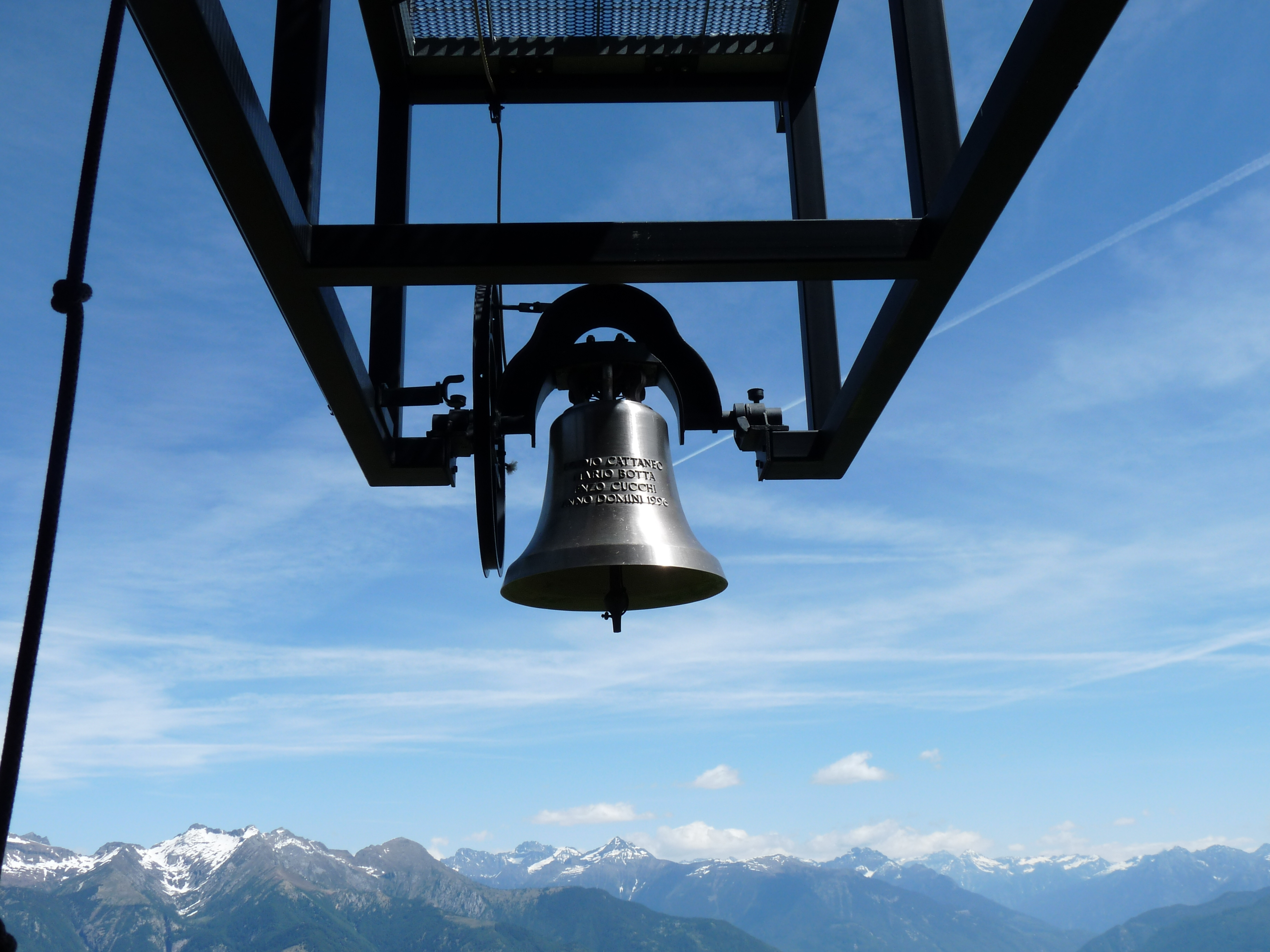
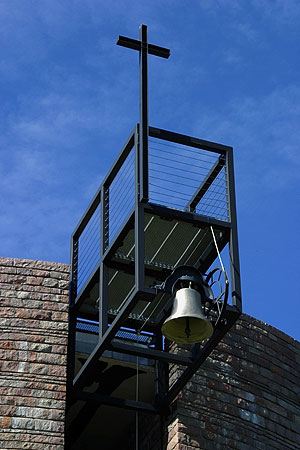
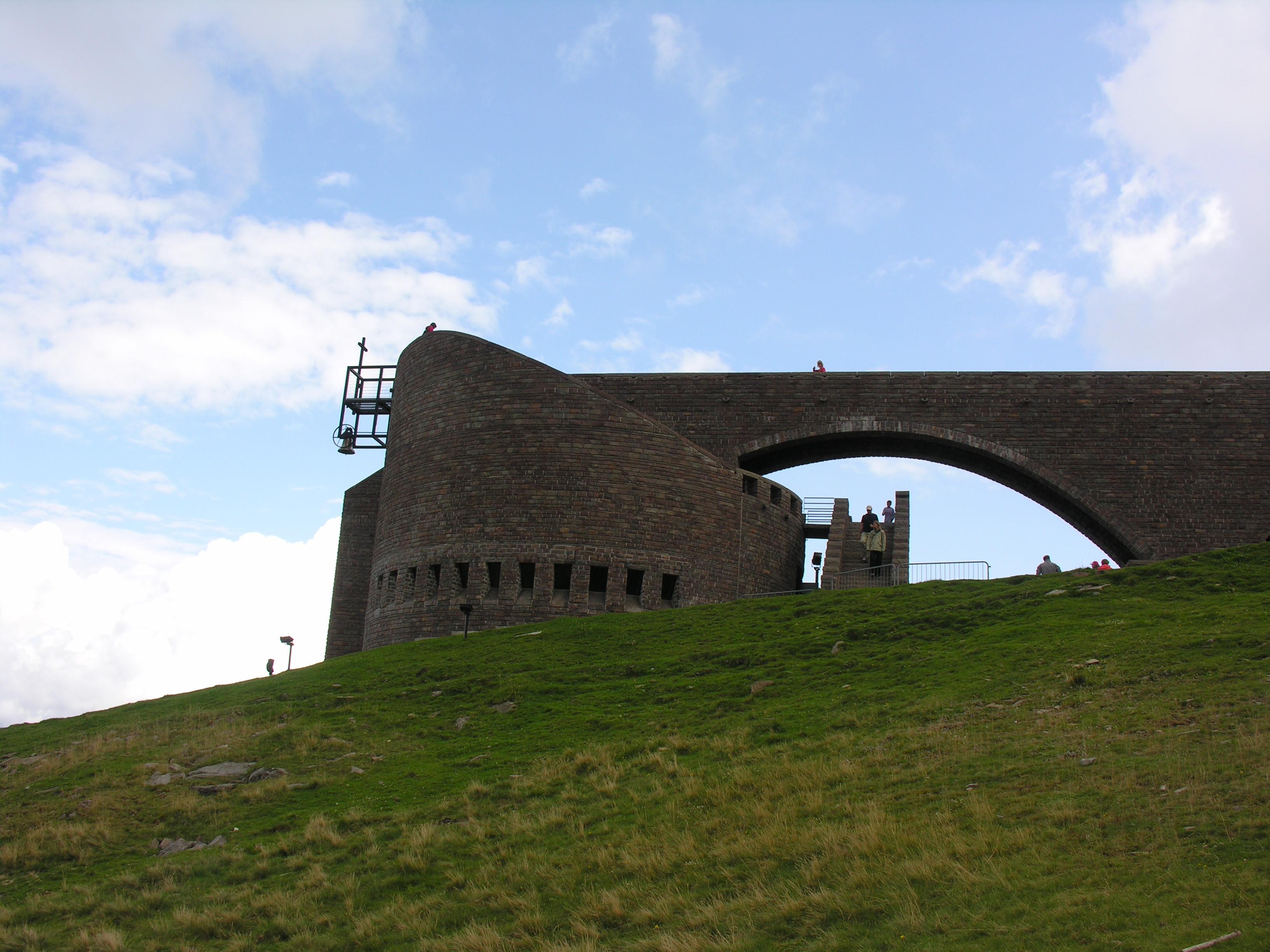
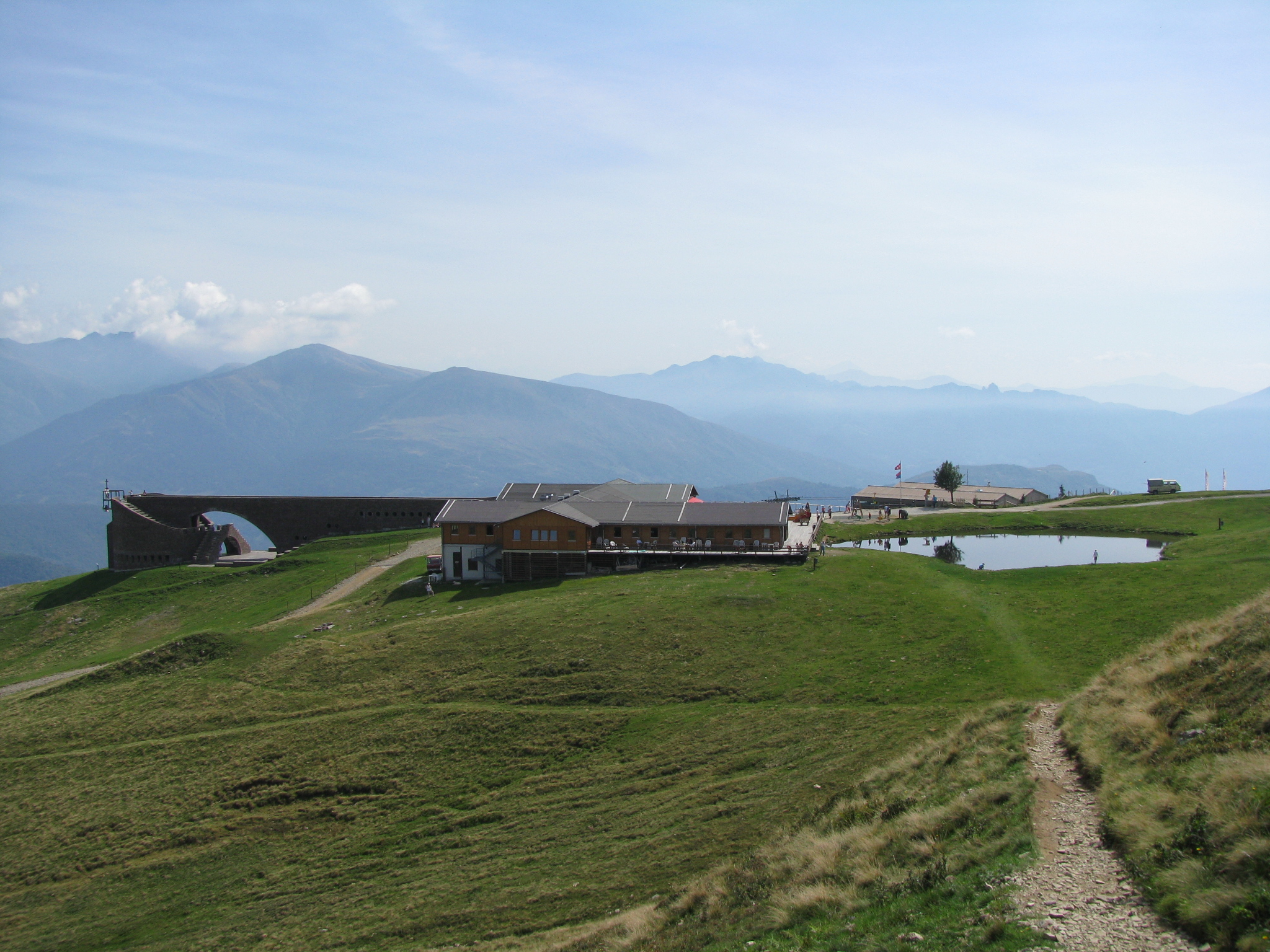